# Nikola Ćirić
Nikola Ćirić (serbisch-kyrillisch Никола Ћирић, * 2. August 1983 in Belgrad) ist ein ehemaliger ein serbischer Tennisspieler.

## Karriere
Nikola Ćirić spielte in seiner Karriere hauptsächlich auf der ATP Challenger Tour und der ITF Future Tour.
Er konnte 15 Einzel- und neun Doppelsiege auf der ITF Future Tour feiern. Auf der ATP Challenger Tour gewann er vier Doppelturniere. Zum 29. November 2010 durchbrach er erstmals die Top 200 der Weltrangliste im Einzel und seine höchste Platzierung war ein 151. Rang im August 2011. Im Doppel durchbrach er erstmals zum 24. September 2012 die Top 200 und erreichte als Bestwert den 168. Platz im November 2012.
Nikola Ćirić spielte im Jahr 2004 einmalig für die serbisch-montenegrinische Davis-Cup-Mannschaft und hat eine Doppelbilanz von 1:0 erzielt.

## Erfolge
| Legende (Anzahl der Siege)  |
| Grand Slam                  |
| ATP World Tour Finals       |
| ATP World Tour Masters 1000 |
| ATP World Tour 500          |
| ATP World Tour 250          |
| ATP Challenger Tour (4)     |

### Doppel

#### Turniersiege
| Nr. | Datum              | Turnier    | Belag | Partner        | Finalgegner                               | Ergebnis          |
| --- | ------------------ | ---------- | ----- | -------------- | ----------------------------------------- | ----------------- |
| 1.  | 20. November 2011  | Montevideo | Sand  | Goran Tošić    | Marcel Felder Diego Sebastián Schwartzman | 7:65, 7:64        |
| 2.  | 15. September 2012 | Sevilla    | Sand  | Boris Pašanski | Stephan Fransen Jesse Huta Galung         | 5:7, 6:4, [10:6]  |
| 3.  | 23. September 2012 | Trnava     | Sand  | Goran Tošić    | Mate Pavić Franko Škugor                  | 7:60, 7:5         |
| 4.  | 23. Juni 2013      | Tanger     | Sand  | Goran Tošić    | Maximilian Neuchrist Mate Pavić           | 6:3, 6:75, [10:8] |